# ۸۸ (میلادی)
۸۸ (میلادی) هشتاد و هشتمین سال تقویم میلادی است.

## رویدادها
بر اساس مکان
امپراتوری روم
- دو ابلیسک مصری در بنونتو، روبروی معبد ایزیس، به افتخار امپراتور دومیتیان، نصب شده‌اند.[۱]
- کوینتیلیان از تدریس و دادخواهی کناره‌گیری می‌کند،[۲]تا اثر بزرگ خود را در مورد آموزش سخنور (انستیتو اوراتوریا)تألیف کند.
- جنگ اول داکیه پایان می‌یابد: دِکابالوس پادشاه دست‌نشانده روم می‌شود، او پول، صنعتگران و ماشین‌های جنگی برای محافظت از مرزهای امپراتوری روم دریافت می‌کند.

آسیا
- امپراتور ژانگ هان در سن ۳۱ سالگی پس از ۱۳ سال سلطنت درگذشت، دورانی که در آن نیروهای نظامی چین به اندازه کافی قدرتمند شده بودند تا علیه قبایلی که مرزهای شمالی و غربی آنها را تهدید می‌کردند، لشکرکشی کنند. ژانگ هان و ژنرالش بان چائو، که از دسیسه و همچنین قدرت مسلحانه برای رسیدن به اهداف خود استفاده می‌کردند، نفوذ چین را در آسیای مرکزی دوباره برقرار کردند، اما خواجه‌های دربار در طول سلطنت امپراتور قدرت خود را افزایش دادند. ژانگ هان توسط پسر ۹ ساله‌اش ژائو جانشین شد که تا سال ۱۰۵ به عنوان امپراتور هان هدی سلطنت خواهد کرد، اما او مهره‌ای در دست ملکه دو (مادرخوانده) و درباریان دسیسه‌چین خواهد بود که عملاً بر امپراتوری چین حکومت خواهند کرد.
- آخرین سال (چهارم) از دوران یوان‌هه و آغاز دوران ژانگ‌هه از سلسله هان شرقی چین.

بر اساس موضوع
دین
- پاپ کلمنت یکم به عنوان چهارمین پاپ، جانشین پاپ آناکلتوس اول شد.

## درگذشتگان
- دو گو، ژنرال چینی سلسله هان

- امپراتور ژانگ هان، امپراتور چین از سلسله هان (متولد ۵۷ پس از میلاد)